# Ribera Alta 1ra. Sección
Ribera Alta 1ra. Sección är en ort i Mexiko.   Den ligger i kommunen Centla och delstaten Tabasco, i den sydöstra delen av landet, 700 km öster om huvudstaden Mexico City. Ribera Alta 1ra. Sección ligger 3 meter över havet och antalet invånare är 574.
Terrängen runt Ribera Alta 1ra. Sección är mycket platt. Runt Ribera Alta 1ra. Sección är det ganska glesbefolkat, med 32 invånare per kvadratkilometer. Närmaste större samhälle är Chichicastle 1ra. Sección, 12,3 km öster om Ribera Alta 1ra. Sección. I omgivningarna runt Ribera Alta 1ra. Sección växer i huvudsak blandskog.